# هيساشي كونو
هيساشي كونو (باليابانية: 久野久؛ بالكانا: くの ひさし) هو عالم براكين وجيولوجي ياباني، ولد في 7 يناير 1910 في طوكيو في اليابان، وتوفي بنفس المكان في 6 أغسطس 1969.